# Казанбулацька сільська рада
Казанбула́цька сільська рада (рос. Казанбулакский сельский совет) — муніципальне утворення у складі Зіанчуринського району Башкортостану, Росія. Адміністративний центр — присілок Ідельбаково.

## Населення
Населення — 1376 осіб (2019, 1586 в 2010, 1717 в 2002).

## Склад
До складу поселення входять такі населені пункти:
| Населений пункт       | Населення, осіб (2002) | Населення, осіб (2010) |
| --------------------- | ---------------------- | ---------------------- |
| Ідельбаково, присілок | 1367                   | 1283                   |
| Казанка, присілок     | 350                    | 303                    |